# Monte Bellini
Monte Bellini (né en 2002) est un étalon de saut d'obstacles allemand appartenant au stud-book Westphalien, monté par Philipp Weishaupt. Avec Weishaupt, il a été sélectionné pour les Jeux olympiques d'été de 2012 à Londres, mais est tombé malade d'une infection une semaine avant le début des jeux. 
Jusqu'à l'été 2013, ce cheval appartenait à Prussendorf, qui l'a vendu à Ludger Beerbaum Stables GmbH.

## Palmarès
Il est 120e du classement mondial des chevaux d'obstacle établi par la WBFSH en octobre 2012.